# 小行星8429
小行星8429（英語：8429）是一颗围绕太阳公转的小行星。1997年12月23日，北京天文台施密特CCD小行星计划在兴隆县发现了此天体。
这颗小行星的绝对星等为285.02672等。